# Ростовская юридическая школа
Ростовская юридическая школа — государственное среднее специальное учебное заведение, существовавшее в Таганроге с 1944 по 1953 год. Одна из первых юридических школ в СССР.

## История создания
«Ростовская юридическая школа в г. Таганроге» была создана в Таганроге приказом Народного комиссариата юстиции РСФСР № 33 от 6 июля 1944 года. По другим сведениям, Ростовская юридическая школа существовала уже в 1940 году. Также в литературе имеется упоминание о существовавшей в Таганроге в 1930 году Таганрогской юридической школе.
Столь странное решение о создании в Таганроге Ростовской школы было продиктовано, по мнению историков,  несколькими факторами. С одной стороны, Ростов-на-Дону с 1941 по 1943 год во время бомбардировок и артобстрелов был подвергнут колоссальным разрушениям, трудно было найти уцелевшее здание. Таганрогу в этом плане повезло больше, и найти подходящее помещение здесь было проще, нежели в Ростове. С другой стороны, в Таганроге к этому моменту было достаточно квалифицированных опытных юристов  для того, чтобы сформировать педагогический коллектив.

## О школе
Размещалась школа по адресу Гоголевский переулок, 25, на втором и третьем этажах бывшего дома купца Ильченко. Дом сохранился до настоящего времени. На первом этаже сейчас расположены магазины, а верхние — заняты «жактовскими» квартирами. По другим данным, школа располагалась в здании по адресу Гоголевский переулок, 29, где также находилось общежитие для иногородних, а позднее — гостиница «Колос».
Поступить в школу можно было только по рекомендации партийных органов.
Обучение в школе велось по двухгодичной программе, что давало слушателям среднее специальное образование. Работали два отделения, очное и заочное. Школа готовила специалистов для прокуратуры, судов, адвокатских и нотариальных контор и отделов соцобеспечения. Известно, что в 1945 году при школе функционировали трехмесячные курсы для работников прокуратуры.
По воспоминаниям учеников, условия жизни и обучения были «самые спартанские»: электрического света на частных квартирах, где жили ученики, не было — освещали квартиры в ночное время карбидками (карбид заливался водой, и через трубочку зажигался газ, образуемый реакцией между карбидом и водой). Книг по специальности не хватало, иногда при подготовке к семинарам чудом удавалось достать что-то в городской библиотеке, и тогда на эту книгу устанавливалась очередь буквально по часам, включая ночное время. За одну ночь книга могла побывать в руках у двоих, а то и у троих студентов. Нормы на питание были очень скудными, студентов постоянно преследовало чувство голода. Студентам выплачивалась стипендия 400 рублей в месяц (буханка хлеба на рынке стоила 50 рублей).
Закрыта школа была специальным постановлением Совета министров СССР № 8462 от 4 августа 1954 года. Последний выпуск школы состоялся в июле 1955 года.

## Директора школы
Первым директором школы был назначен Яков Израилевеч Беленький. Его супруга, Елена Марковна Беленькая, преподавала там же русский язык и литературу. После отъезда Беленьких из города юридическую школу возглавила Зоя Фёдоровна Парфёнова, жена прокурора города И. И. Парфёнова. В начале 1953 года директором школы был назначен фронтовик, преподаватель курса «Уголовный процесс» Владимир Иванович Котляров, имевший редкое для того времени высшее юридическое образование.

## Преподавательский состав
В школе преподавали многие известные в Таганроге юристы: помощник прокурора Сталинского района З. Д. Якубович, адвокаты И. П. Минц, В. С. Лагранский, Я. М. Поташников, З. Н. Котлярова. Врач-отоларинголог Г. М. Лившиц читал слушателям курс «Судебная медицина».

## Известные ученики
- Бринцева, Антонина Петровна (1912—1998) — российский педагог, член Таганрогского подполья, участник Великой Отечественной войны, директор Таганрогского Дома пионеров[3].
- Рекунков, Александр Михайлович (1920—1996) — советский юрист, Генеральный прокурор СССР[6].